# Sebastian Machowski
Sebastian Alexander Machowski (Berlino Ovest, 18 gennaio 1972) è un allenatore di pallacanestro ed ex cestista tedesco.

## Palmarès

### Giocatore
- Coppa Korać: 1

Alba Berlino: 1994-95
- FIBA Europe Cup: 1

Mitteldeutscher: 2003-04

### Allenatore
- Coppa di Polonia: 1

Kotwica Kołobrzeg: 2009

#### Individuale
- Basketball-Bundesliga Allenatore dell'anno: 1

EWE Baskets Oldenburg: 2012-13